# Berlin-Bohnsdorf
Bohnsdorf [ˈboːnsdɔrf] ist ein Ortsteil im Südwesten des Bezirks Treptow-Köpenick in Berlin. Er grenzt im Norden an Altglienicke, im Osten an Grünau und im Süden an die Gemeinde Schönefeld in Brandenburg.
Als Ortsteil hat Bohnsdorf laut Berliner Verfassung keine Selbstverwaltung. Alle die Region betreffenden Aufgaben werden vom Bezirksamt bzw. der Bezirksverordnetenversammlung (BVV) Treptow-Köpenick wahrgenommen.

## Lage

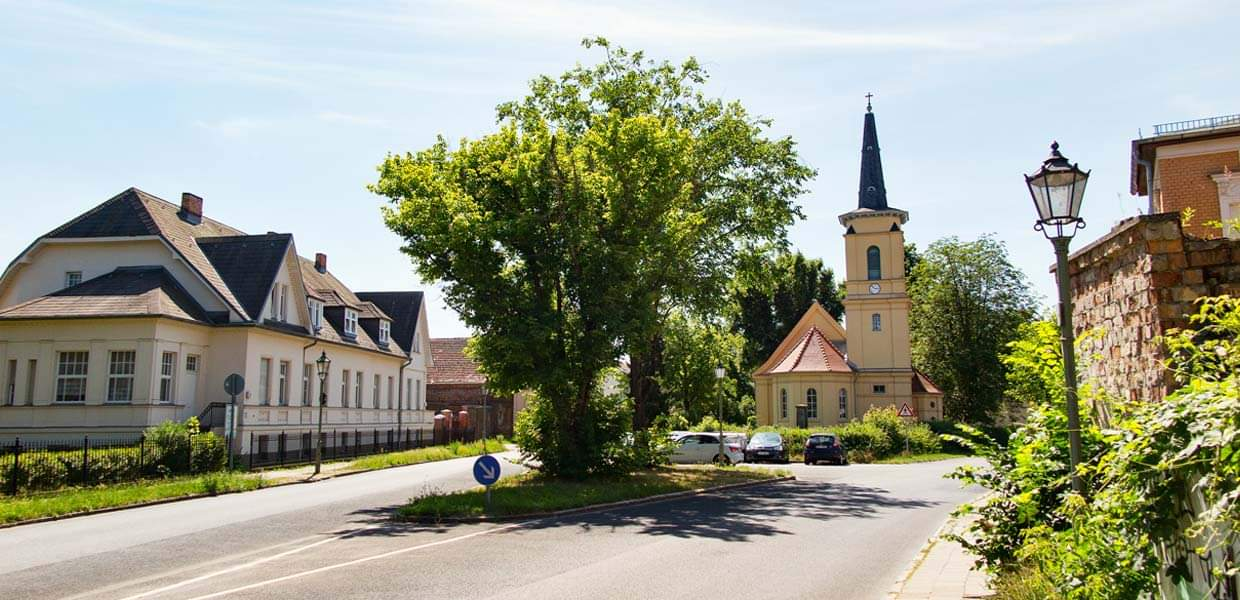
Dorfplatz Bohnsdorf

Das Gelände ist mit Ausnahme der im Norden gelegenen 59,6 m hohen Falkenberge relativ flach. Im Osten Bohnsdorfs fließt der Plumpengraben, wodurch das angrenzende Gebiet lange Zeit völlig versumpft war und erst nach umfangreicher Trockenlegung besiedelt werden konnte.
In der Bebauung dominieren die für eine Stadtrandsiedlung typischen Einfamilienhäuser und Reihenhaussiedlungen. Eine Besonderheit stellt der als Gebäudeensemble denkmalgeschützte Anger (Dorfplatz 2–21) dar, einer der wenigen komplett erhaltenen in Berlin.
Bohnsdorf teilt sich in die LOR-Planungsräume Falkenberg und Alt-Bohnsdorf (mit Ortslage Falkenhorst).

## Geschichte

### 12. bis 15. Jahrhundert

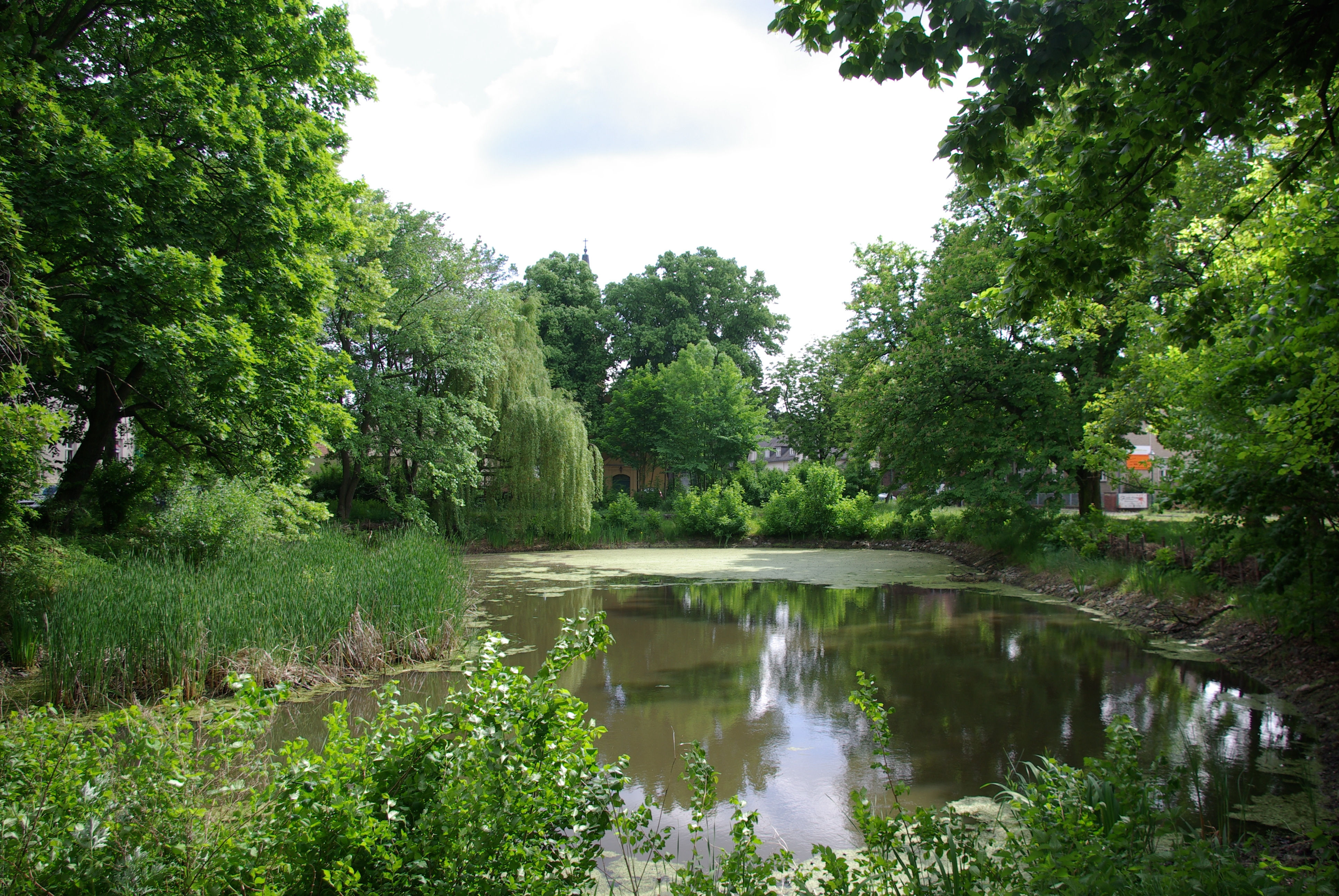
Blick auf den Dorfanger

Bohnsdorf wirkt durch den Dorfplatz wie die typisch deutsche Planform eines Straßenangerdorfs während des 12. und 13. Jahrhunderts der deutschen Ostsiedlung. Tatsächlich war Bohnsdorf aber zunächst ein Sackgassendorf oder Runddorf, wie das Schmettausche Kartenwerk von 1767–1787 sowie das Ur-Messtischblatt von 1831 ausweisen. Diese spezielle Ortsform sowie die ungewöhnlich niedrige Hufenzahl (ohne Pfarrhufen) deuten darauf hin, dass das Dorf ursprünglich eine slawische Siedlung war. In der ersten Phase der deutschen Besiedlung des Berliner Raums (vor etwa 1230) war es üblich, dass die deutschen Zuzügler in slawische Dörfer zogen und sie ggf. erweiterten, ohne ihre Grundstruktur zu ändern. Die Herrschaftsübernahme der Deutschen zeigte sich daran, dass im Landbuch Karls IV. (1373) ein Schulze erwähnt wird. Bohnsdorf ist ein slawisch-deutscher Mischname und bezeichnet ein Dorf, das von einem Mann namens Bon gegründet wurde. Es ist umstritten, ob es sich dabei um einen slawischen oder deutschen Personennamen (Bonifacius) handelt.
Urkundlich erstmals erwähnt wird Bonenstorp/Bonistorpp/Benistorp/Bonenstorf im Landbuch Karls IV., und zwar mit 25 Hufen, von denen Hans von Aken (Bürger aus Berlin) acht freie Hufen und die Bede hat. Er erhielt den Ort einschließlich der Freihufen vom Ritter Heinrich von Reichenbach aus Schulzendorf als Lehen. Die starke Stellung des Schulzen zeigt sich nicht nur in seinen zwei Freihufen, sondern auch darin, dass ihm ein Kossät und ein (allerdings wüst liegender) Krug zugeordnet sind. Der Kötter war verpflichtet, seinem Herren neben Frondiensten auch Rauchhühner als Wintervorrat abzuliefern. Die verbleibenden Hufen wurden von einer nicht bekannten Anzahl freier Bauern in Dreifelderwirtschaft bewirtschaftet. Sie mussten von Aken pro Hufe den Zehnt in Form von zehn Scheffel Roggen und Gerste sowie als Zins drei und als Bede einen Schilling abgeben.
Es ist davon auszugehen, dass die deutschen Zuzügler eine Dorfkirche wünschten. Über den Vorgängerbau ist nichts bekannt, auch nicht wann er entstand, denn im Landbuch werden 1375 noch keine Pfarrhufen erwähnt. Er stand vermutlich auf dem Platz des Runddorfs, neben dem Dorfteich.
Ein Tiefpunkt in der Geschichte Bohnsdorfs war die Zeit zwischen 1400 und 1420, als die Raubritter Johann und Conrad von Quitzow die Region unsicher machten und die Siedlungen rings um Berlin-Kölln plünderten. 1450 wurden erstmals zwei Pfarrhufen und eine Kirchenhufe für das „Gotzhusz“ (=das Gotteshaus) vermeldet; sie werden sich auf eine Kirche aus Fachwerk bezogen haben. Mittlerweile waren zwei Kötter im Dorf beschäftigt; ein Jahr später kam ein Hirte hinzu. Hans von Aken, der das Ober- und Untergericht innehatte, verlangte von seinen Untertanen weiterhin 20 Scheffel Waldhafer pro Jahr, damit diese ihr Vieh auf der Köpenicker Heide weiden lassen durften. Der Kriegsdienst verblieb jedoch bei Heinrich von Reichenbach. Judith Uhlig weist in ihrem Buch Treptow – Geschichte der Berliner Verwaltungsbezirke auf den Wohlstand des Hans von Aken hin. Für sie war von Aken „unter den mittleren bis großen Empfängern ländlicher Einnahmen einer der ganz wenigen selbst Wirtschaftenden“. Seinem wirtschaftlichen Geschick war es zu verdanken, dass er am Berliner Handel mitwirkte und das märkische Einzugsgebiet am Berliner Fernhandel mit lenkte. Uhlig verweist darauf, dass seine Einkünfte bis zu 20 Mark Silber im Jahr betrugen – bei einer durchschnittlichen Abgabe von 0,39 Mark Silber pro Hufe, die ein Bauer leisten musste. Von Aken beteiligte sich allerdings auch am Berliner Unwillen und wurde mit dem Entzug seines Lehens bestraft. Außerdem musste er 1000 Gulden Geldstrafe zahlen. Als neuer Besitzer trat 1449 der Köllner Bürger Bartholomeus Bergholz im Ort auf, wenn auch nur als Pfand, d. h. das Obereigentum blieb beim Landesherren. Bergholz erhielt ausweislich eines Schlossregisters aus dem Jahr 1450 in Bonstorff auch keine Freihufen. Dafür durfte er von 21 Hufen Natural- und Geldabgaben einfordern. Erwähnenswert ist allerdings, dass Bergholz erstmals das Kirchenpatronat erhielt und somit in dieser Zeit eine Dorfkirche vorhanden war. 1472 kam es in Ponstorff zu einem erneuten Besitzerwechsel. Ein weiterer Berliner Bürger, Jacob Freyberg wurde dieses Mal erneut mit Bohnsdorf belehnt. Er hielt jedoch nur das halbe Kirchenpatronat. Die andere Hälfte wurde 1474 an die Herren von Liepe zu Waltersdorf vergeben: Die neu errichtete Kirche blieb ohne eigene Pfarre und wurde lediglich Filialkirche von Waltersdorf. Diese Entscheidung sollte bis zur Einführung der Reformation Bestand haben. Bohnsdorf entwickelte sich nach dieser Zeit nur bescheiden, denn 1480 waren es nach wie vor 25 Hufen (davon zwei Pfarrhufen) sowie zwei Kötter und mittlerweile zwei wüste Hufen. Der Einfluss der Freybergs schwand weiter, als er 1536 vom Landesherren nur noch zwei Drittel der Rechte von Bohnsdorf zusprach. 1589 gab es im Ort weiterhin einen Schulzen mit vier Hufen, davon zwei Freihufen sowie einen Vierhufner, fünf Dreihufner, zwei Kötter sowie einen Heidereiter. 1599 erschien als Nachfolger der Gebrüder Freyberg ein von Troye, der jedoch nicht in Bohnsdorf wohnte, sondern in Schmöckwitz, mit dem er ebenfalls belehnt worden war. Auch er hielt nur 2⁄3 der Rechte im Ort, hinzu kam ein Hof mit vier freigewilligten Hufen.

### 16. bis 17. Jahrhundert
Am 18. Juli 1608 starb Joachim Friedrich von Brandenburg auf dem Wege nach Berlin. Seinen vermuteten Todesort am Ende der im 21. Jahrhundert als Bohnsdorfer Joachimstraße bezeichneten Weges zierte von 1845 bis um 1942 ein Denkmal des Kurfürsten. Die Struktur von 1589 war in einem Schloßkataster, einem Steuer- und Abgabenregister, von 1624 weiterhin stabil. Es gab keine Mühle im Ort, nicht mal eine Schmiede. Mussten Pferde beschlagen werden, kam ein Laufschmied hinzu. Von Troye kam jedoch nicht dazu, die freigewilligten Hufen mit Bauern zu belegen – der Dreißigjährige Krieg forderte seine Opfer. Brandenburg, das sich 1539 schon zu Lebzeiten Martin Luthers der Reformation angeschlossen hatte, wurde 1630 zum Verbündeten Schwedens im Dreißigjährigen Krieg. Durch die mehrmals plündernd durch die Mark ziehenden Heere verlor Bohnsdorf bis zum Ende des Krieges etwa dreiviertel seiner Bevölkerung. Auch die mittelalterliche Kirche wurde schwer beschädigt. Durch Bohnsdorf zogen in dieser Zeit zahlreiche Truppen. Es kam zu Belagerungen, Plündereien, Brandschatzungen, Zwangsrekrutierungen und zahlreichem weiteren Unheil. Aus dieser Zeit ist ein Bittbrief des Schulzen aus dem Jahr 1629 an den Kurfürsten überliefert. Die von Troyes verschwanden nach dem Krieg aus der Mark. Als neue Herrscher traten die von Schapelow und die von Hertefeld auf, die jedoch nach drei Jahren wieder das Land verließen.
Kurfürst Friedrich Wilhelm versuchte nach dem Ende der Kriegshandlungen, vorrangig die Domänen zu stabilisieren, zog Bohnsdorf 1651 ein und ordnete es als Amtsdorf dem Domänenamt Köpenick zu. Zwei wüst gefallene Bauernhöfe wurden wieder besetzt und Martin Kupperschmidt aus Kleinschönebeck als Schulze bestellt. Er brachte einen Knecht und einen Jungen auf seinen drei Hufen großen Hof. Ein weiterer Hof wurde von Gürg Pusemann aus Metzdorf besetzt, während Martin Deill aus Waltersdorf den wüsten Kötterhof erhielt. 1674 entstand auf zwei wüsten Höfen ein Vorwerk (im 21. Jahrhundert der Dorfplatz 4–7). Auf acht weiteren wüsten Hufen (vier freigewilligt, vier kontribuabel) entstanden im Jahr 1700 eine Schäferei und eine kleine Meierei mit 700 Schafen sowie einem kleinen Vorwerk. Damit gelang es, die vormals wüste Feldmark in rund 50 Jahren wieder komplett zu besetzen. Die Bauern und Kötter – mit Ausnahme des Schulzen – wurden verpflichtet, an drei Tagen Spann- und Handdienste zu leisten sowie den Getreidezehnt und Rauchhühner an das Amt abzugeben.

### 18. Jahrhundert

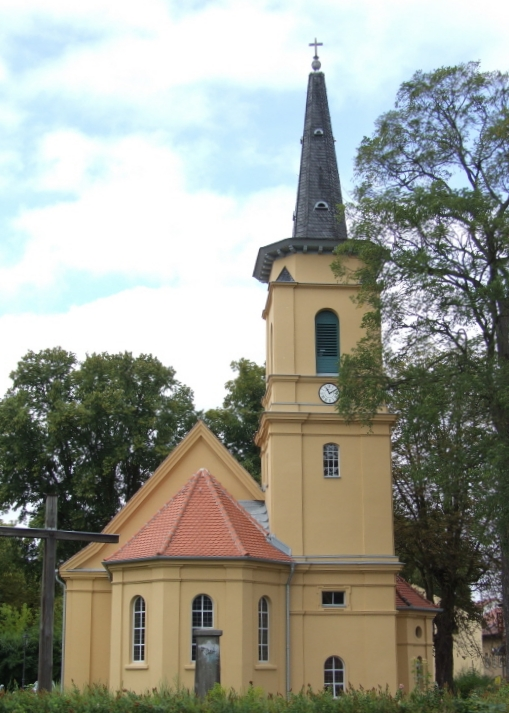
Dorfkirche Bohnsdorf

Nach der Gründung des Königreichs Preußen durch Friedrich I. im Jahr 1701 profitierte Bohnsdorf durch das Aufblühen der Königlichen Haupt- und Residenzstadt Berlin. 1704 gab es einen Schulzen mit einem Bauernhof und drei Hufen Land, daneben vier Bauernhöfe mit je drei Hufen, zwei wüste Bauernhöfe mit acht Hufen Land, auf denen die Schäferei und Meierei eingerichtet war sowie zwei Kötterhöfe. 1711 war die Einwohnerzahl auf fünf Hufner, zwei Kötter, einen Hirten, einen Laufschmied, einen Schäfer, einen großen und einen kleinen Knecht sowie einen Jungen angewachsen. Sie bewirtschafteten 19 Hufen Land. Der erste namentlich bekannte Lehrer war Gottfried Grote, 1720. 1745 erschien neben fünf Bauern und zwei Köttern erstmals wieder ein Krug im Ort.
Im Jahr 1755 wurde beschlossen, unter der Leitung des Bauinspektors Johann Friedrich Lehmann eine neue Backsteinkirche auf dem Dorfplatz zu errichten, die dem immer größer werdenden Zulauf aus der Siedlung Grünau gerecht werden sollte. Das Gebäude der Dorfkirche Bohnsdorf steht im 21. Jahrhundert unter Denkmalschutz. 1756 gab es im Ort fünf Dreihufner einschließlich des Schulzen, zwei Kötter, sowie zwei Einlieger. Daneben gab es noch das Vorwerk mit 522 Morgen Acker, vier Morgen Garten und zwei Morgen Wiese sowie 1200 Schafen.
Pfälzer Siedler trafen 1763 in Bohnsdorf ein und gründeten östlich des Dorfplatzes die Siedlung Neu-Bohnsdorf. Sie erhielten rund 660 Morgen Land sowie die Schäfereigerechtigkeit aus dem Vorwerk. Friedrich II. ließ zahlreiche feuchte Niederungsgebiete durch Melioration urbar machen. In diesem Zusammenhang wurde das auf einer Hochebene der Dahme gelegene Vorwerk ebenfalls 1763 wieder abgerissen – offenbar brachte es zu wenig Erträge ein. 1772 gab es in Bohnsdorf sieben Bauern und Halbbauern, drei Kötter und einen Büdner.

### 19. Jahrhundert
1801 lebten im Ort acht Ganzbauern sowie acht Kötter. Sie bewirtschafteten fünfzehn bzw. acht Hufen Land. Daneben gab es einen Krug sowie zwölf Feuerstellen (= Haushalte). Sie erhielten nach den Befreiungskriegen in einem ersten Schritt das Recht an ihrem Landbesitz verliehen. An Stelle der Hand- und Spanndienste traten steuerliche Abgaben. Die alt eingesessenen Bauern wurden fortan als (Alt-)Bohnsdorf mit 13 Wohnhäusern in den Akten geführt, während die übrigen Einwohner in der Kolonie Neu-Bohnsdorf in fünf Wohnhäusern lebten. Die Verwaltung wechselte vom Amt Köpenick im Jahr 1811 zum Amt Mühlenhof. 1858 gab es im älteren Ortsteil acht Hofbesitzer mit 26 Knechten und Mägden, fünf nebengewerbliche Landwirte sowie 32 Arbeiter, die sich 26 Besitzungen teilten. Neun Besitzungen waren zwischen 30 und 300 Morgen groß (zusammen 1390 Morgen), fünf waren fünf bis 30 Morgen groß (zusammen 47 Morgen) und weitere zwölf waren unter fünf Morgen groß (zusammen zehn Morgen). Es gab einen Schneidermeister und zwei Arme. In Neu-Bohnsdorf gab es zu dieser Zeit drei Hofeigentümer mit 13 Knechten und Mägden sowie vier Tagelöhnern. Es gab weiterhin drei nebengewerbliche Landwirte, neun Arbeiter und sechs Besitzungen. Vier waren zwischen 30 und 300 Morgen groß (zusammen 645 Morgen), die beiden weiteren insgesamt vier Morgen groß. 1860 bestanden im alten Dorf 16 Wohn- und 20 Wirtschaftsgebäude sowie ein öffentliches Gebäude; hinzu kam ein öffentliches Gebäude in Neu-Bohnsdorf sowie fünf Wohn- und elf Wirtschaftsgebäude. Im Zuge der Instruction zur Einführung der Gemeinde-Ordnung vom 11. März 1850 wurden auch die Bohnsdorfer befragt, ob sie eine selbstständige Gemeinde gründeten wollten. Die Alt-Bohnsdorfer äußerten den Wunsch, sich mit der Stadt Köpenick zu vereinen, während es die Kolonisten bevorzugten, sich mit Alt-Bohnsdorf zu vereinigen. 1865 kam es schließlich zum Zusammenschluss der selbstverwalteten preußischen Landgemeinde Bohnsdorf. Sie hatte eine Größe von gerade einmal 2138 Morgen und bestand aus 21 Wohn- und 31 Wirtschaftshäusern. Hinzu kamen eine Dorfschule sowie die Kirche. Erst 1868 und damit verglichen mit anderen Dörfern recht spät, ließ sich der Schmied August Lüdtke auf einem Grundstück in der Glienicker Straße 522 nieder. Sein Sohn errichtete 1905 gegenüber der alten Schmiede ein neues Gebäude.

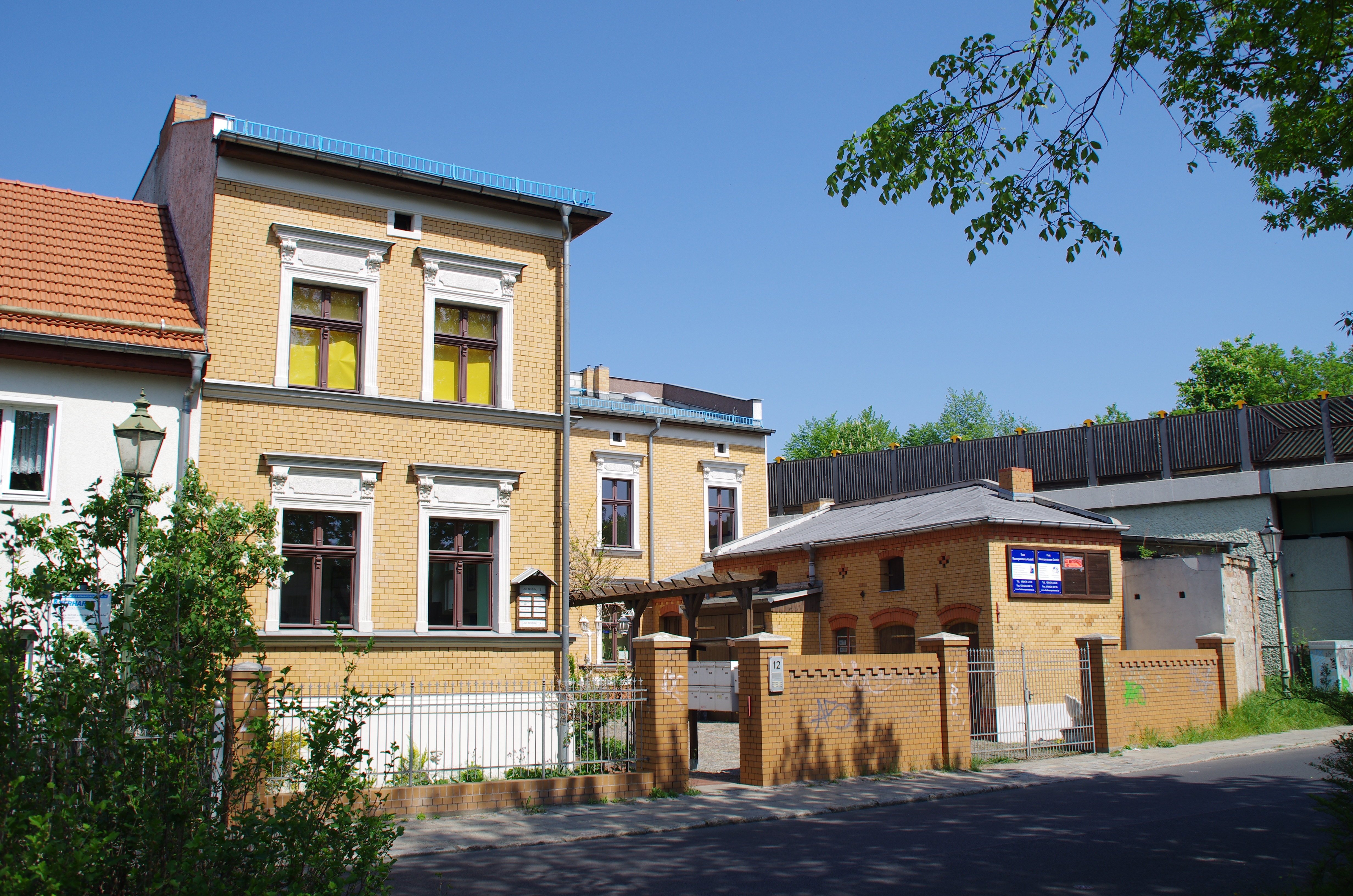
Denkmalgeschützte Bebauung am Dorfanger

Im Jahr 1877 erwarb der Müller August Urner in der Stadt Köpenick eine voll drehbare Bockwindmühle, die er mit Pferdefuhrwerken zu seinem Grundstück in der Glienicker Straße transportierte. Die Mühle stand bis Anfang der 1980er Jahre am selben Ort und sollte restauriert und unter Denkmalschutz gestellt werden. Der Magistrat entschied dann allerdings, die Mühle zur Devisenbeschaffung an das damalige Museum für Verkehr und Technik in Kreuzberg zu verkaufen, wo sie noch heute ausgestellt ist (siehe: Bohnsdorfer Bockwindmühle im Technikmuseum). Im gleichen Jahr feierte die Gemeinde 1877 das Richtfest für ein neues Schulgebäude, nachdem das seit 1834 bestehende Gebäude auf einem ehemaligen Kolonistengrundstück baufällig geworden war. 1888 erfolgte ein Umbau der Kirche; 1890 wurde die Kirchengemeinde zur selbstständigen Pfarrgemeinde erhoben. 1893 wählten die Bohnsdorfer erstmals eine Gemeindevertretung. Zum Vorsteher wurde der Gutsbesitzer Wilhelm Kümmritz gewählt; seine Schöffen waren die Bauern Nille und Kiekebusch.
Der Bauboom der Gründerzeit erfasste auch die Siedlungen rund um Berlin. Es entstanden jene viereckigen Gutshöfe, die noch im 21. Jahrhundert unverändert am Dorfplatz stehen und inzwischen als Bauensemble denkmalgeschützt sind. Allerdings wurde in Bohnsdorf – anders als in vielen anderen Gemeinden – in der zweiten Hälfte des 19. Jahrhunderts weder eine Chaussee noch eine Bahnstrecke angelegt. Es gab lediglich die Diepenseebahn, ein Pferdebahngleis, das der Unternehmer Bethel Henry Strousberg vom Gut in Diepensee zur Bahnstrecke Berlin–Görlitz hatte legen lassen. Die Firma von Johann Daniel Riedel erwarb 1888 eine Immobilie an der Ecke Waltersdorfer Weg und Krumme Straße und errichtete dort eine Filialfabrik für die Gewinnung chemischer Grundstoffe. Unter der Leitung des Kommerzienrates Ludwig Riedel wurden im Umfeld der Fabrik einige Mietshäuser errichtet und die Dorfstraße 1898 gepflastert; weitere Investitionen blieben jedoch aus.

### 20. Jahrhundert

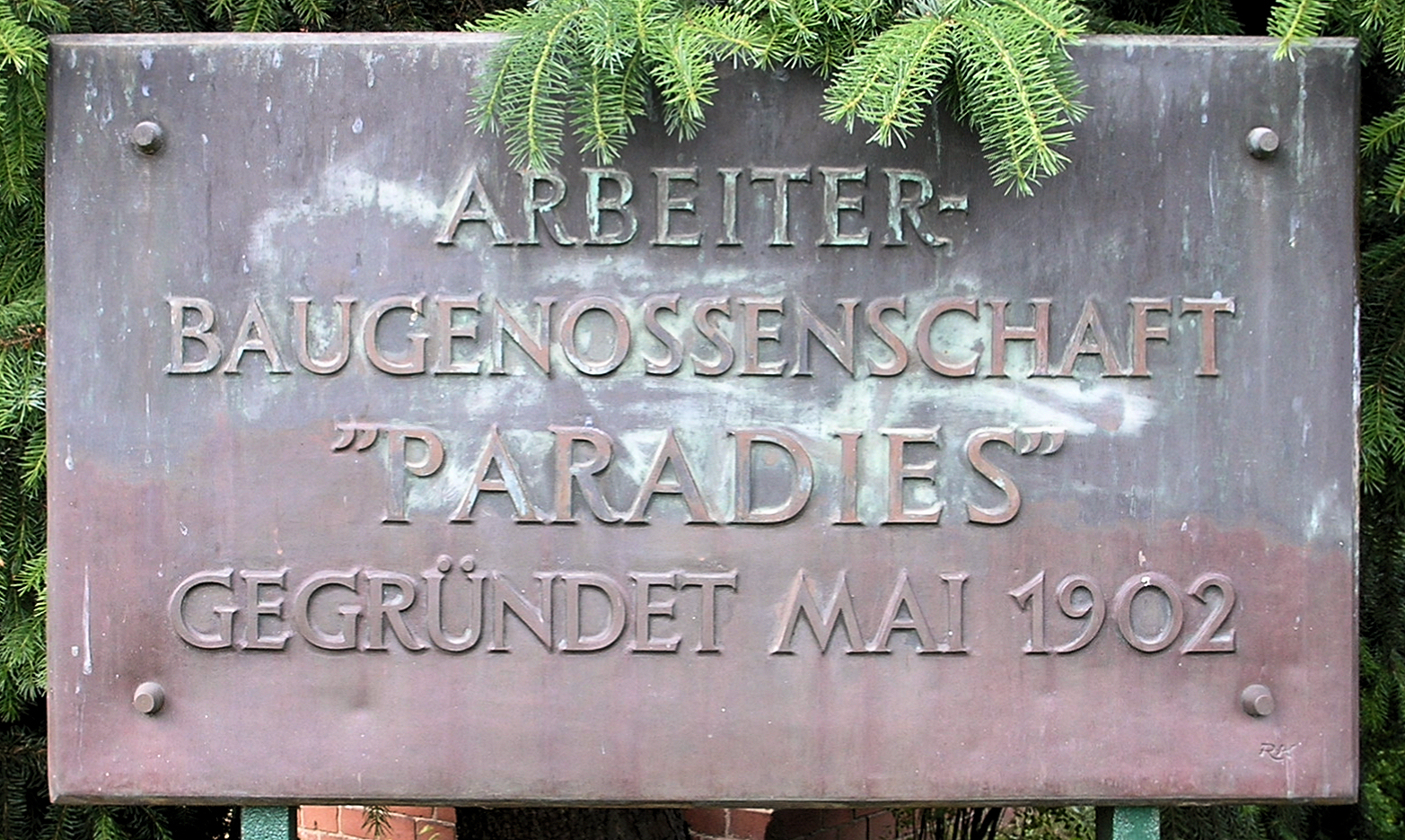
Gedenktafel am Haus Buntzelstraße 119 in Bohnsdorf

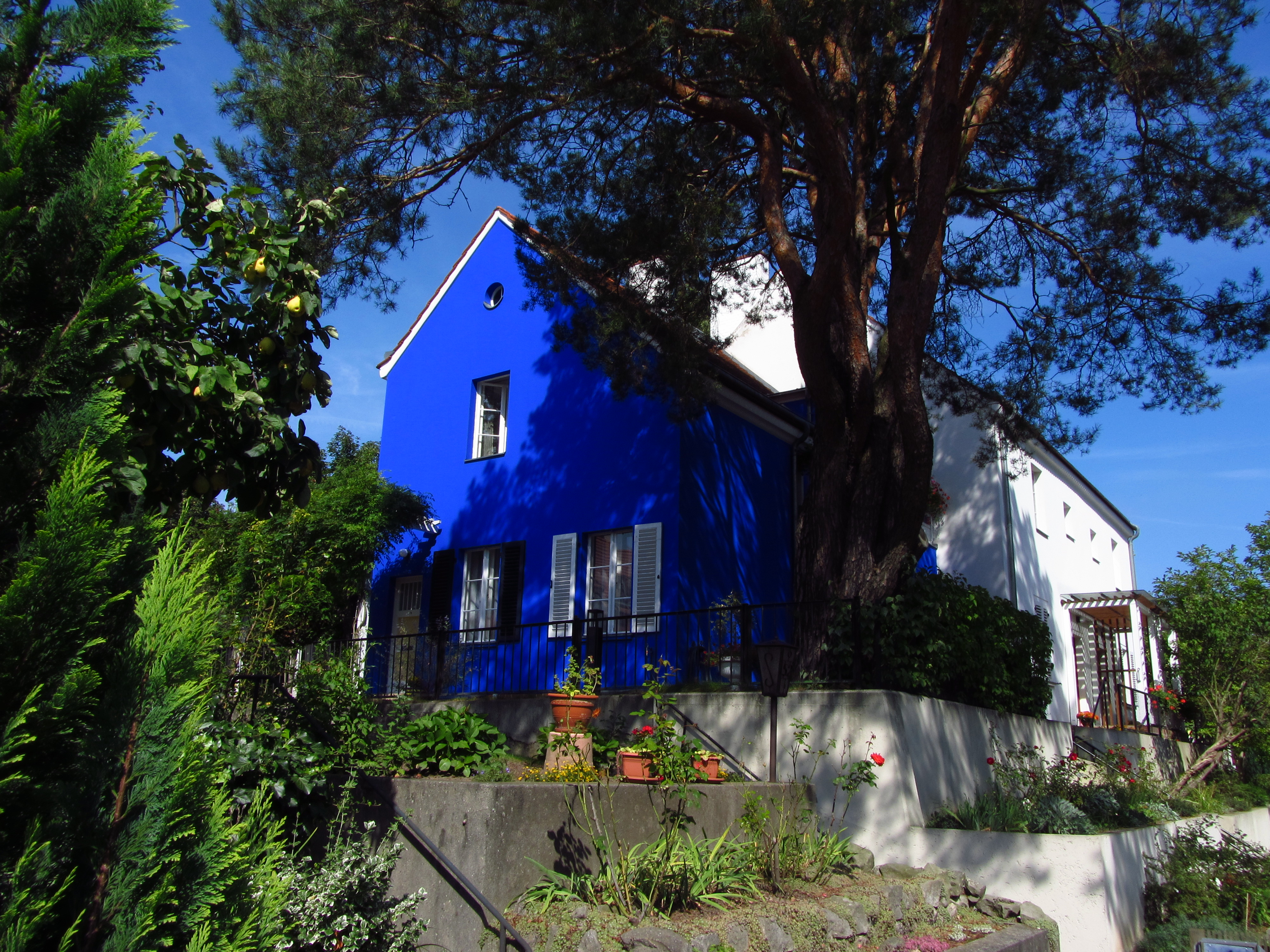
Haus in der Gartenstadt Falkenberg in Bohnsdorf, die seit 2008 zum UNESCO-Weltkulturerbe zählt

Der Gartenbaudirektor Max Buntzel kam 1889 nach Bohnsdorf und erwarb ein Grundstück auf dem Falkenberg, auf dem er eine große Obstplantage anlegte. Außerdem baute er sich eine schlossähnliche Villa im Stil der Renaissance. Aufgrund finanzieller Nöte musste er die Villa und Plantage allerdings bereits 1906 wieder verkaufen. Die Gemeinde Bohnsdorf hat er dennoch geprägt: Der Falkenberg heißt seither bei den Anwohnern nur noch Buntzelberg. Buntzels Interesse am Obstbau spiegelte sich auch in edlen alten Obstsorten der Bohnsdorfer Gärten wider, weil sich damalige Besitzer ihre Obstbäume unter Verwendung von Edelreisern zogen, die aus der Buntzel-Plantage stammten. Mit dem zunehmenden Verkauf ehemals landwirtschaftlicher Flächen zu Siedlungsflächen veränderte sich auch die Dorfstruktur. 1900 gab es bereits 43 Häuser; 1902 gründete sich die Arbeiter-Baugenossenschaft „Paradies“ e.G.m.b.H. zu Berlin. Sie erwarb entlang des Waltersdorfer Wegs sowie der Buntzelstraße insgesamt 37 Hektar Boden, um darauf bis zu 2000 Wohnungen in Doppelhäusern für vier bis sechs Familien zu errichten. In der Generalversammlung am 22. Mai 1904 wurde beschlossen „ca. 6 Doppelhäuser mit je 8 Wohnungen“ nach „Bauzeichnung des Architekten Matthias“ zu bauen. Die Arbeiten wurden von der ortsansässigen Maurerfirma F. Noack ausgeführt. Die Wohnungen hatten zunächst jedoch weder einen zentralen Wasser- und Abwasseranschluss, noch einen Anschluss an das Gasnetz. Dieser erfolgte erst, in dem Bohnsdorf mit Altglienicke 1906 ein Zweckbündnis einging und 1910 mit der Stadt Berlin einen Vertrag über die Lieferung von Gas abschloss. Ein Jahr später wurde auf eine zentrale Wasserversorgung umgestellt. Bis 1914 entstanden rund 150 Wohnungen in der Paradiesstraße, am Siebweg und in der Quaritzer Straße. 1916 wurde in der Dahmestraße eine Gemeinschaftsschule eingeweiht, in der fortan ein siebenstufiger Schulunterricht angeboten werden konnte. Nach dem Ersten Weltkrieg wurde die zuvor unterbrochene Bautätigkeit wieder aufgenommen und es entstanden die Häuser in der Paradiesstraße 237–271 und in der Buntzelstraße 105–115. Mit Inkrafttreten des Groß-Berlin-Gesetzes am 1. Oktober 1920 wurde Bohnsdorf zunächst als Ortsteil des Bezirks Köpenick nach Groß-Berlin eingemeindet. Ab 1924 entstanden nach Entwürfen von Bruno Taut bis 1927 weitere Gebäude, beispielsweise in der Dahmestraße 46–68a, in der Leschnitzer Straße 2, 4–47 und der Pitschener Straße 1–8.
In der Zeit des Nationalsozialismus waren im Ort zahlreiche Widerstandskämpfer aktiv. So zog 1931 Alfred Grünberg in die Schulze-Siedlung und war bis zum Verbot der KPD deren politischer Leiter in Bohnsdorf. Sein Nachbar war der Schriftsteller Paul Körner-Schrader, der als Redakteur mehrfach von der Geheimen Staatspolizei verhaftet wurde. Ein Gedenkstein erinnert seit 1964 an das Wirken der Widerstandskämpfer. Die Berliner Gebietsreform mit Wirkung zum 1. April 1938 hatte zahlreiche Begradigungen der Bezirksgrenzen sowie einige größere Gebietsänderungen zur Folge. Dabei kam Bohnsdorf im Austausch gegen Oberschöneweide zum Bezirk Treptow. Im Zweiten Weltkrieg wurde das Denkmal für Joachim Friedrich abgerissen. Regina Richter, Frauke Rother und Anke Scharnhorst vermuten in ihrem Buch Hier können Familien Kaffee kochen! Treptow im Wandel der Geschichte, dass der Abriss mit der kriegsbedingten Erweiterung des Bahnbetriebswerkes zusammenhing. Am 1. Mai 1948 eröffnete im Ort ein Volkshaus, das den Namen Paul Körner-Schraders trug. Es wurde ab 1957 vom Rat des Stadtbezirks Treptow für kulturelle Veranstaltungen genutzt.

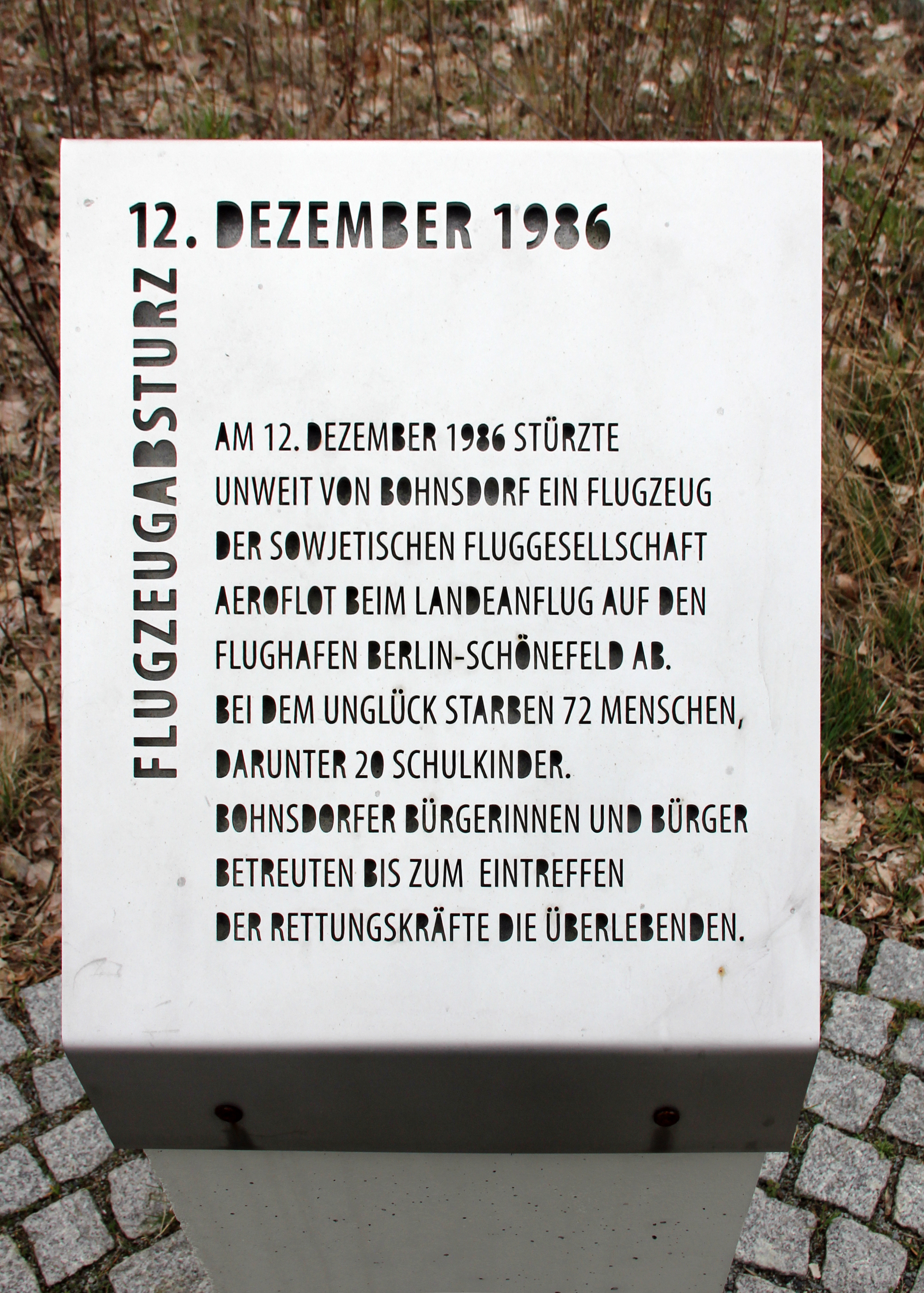
Gedenktafel in der Nähe der Unfallstelle

Auf dem Aeroflot-Flug 892 stürzte am 12. Dezember 1986 eine sowjetische Tu-134A auf dem Weg von Minsk nach Berlin-Schönefeld beim Landeanflug nahe Bohnsdorf in einem Waldgebiet ab. Bei dem Unfall starben 72 Menschen, darunter 20 Schüler aus Schwerin. Zur Erinnerung an den Flugunfall wurde 2010 auf dem Mittelstreifen der Wendestelle an der Waltersdorfer Straße Ecke Waldstraße und nur rund 500 m vom Unfallort entfernt eine Gedenktafel aufgestellt.
Bis 1989 befand sich in der Dahmestraße 33 das Wissenschaftliche Zentrum des Zivilschutzes, in dem verschiedene Aspekte zum Schutz der Zivilbevölkerung im Kriegsfall erforscht wurden. In den Gebäuden ist heute ein soziokulturelles Zentrum untergebracht.

### 21. Jahrhundert

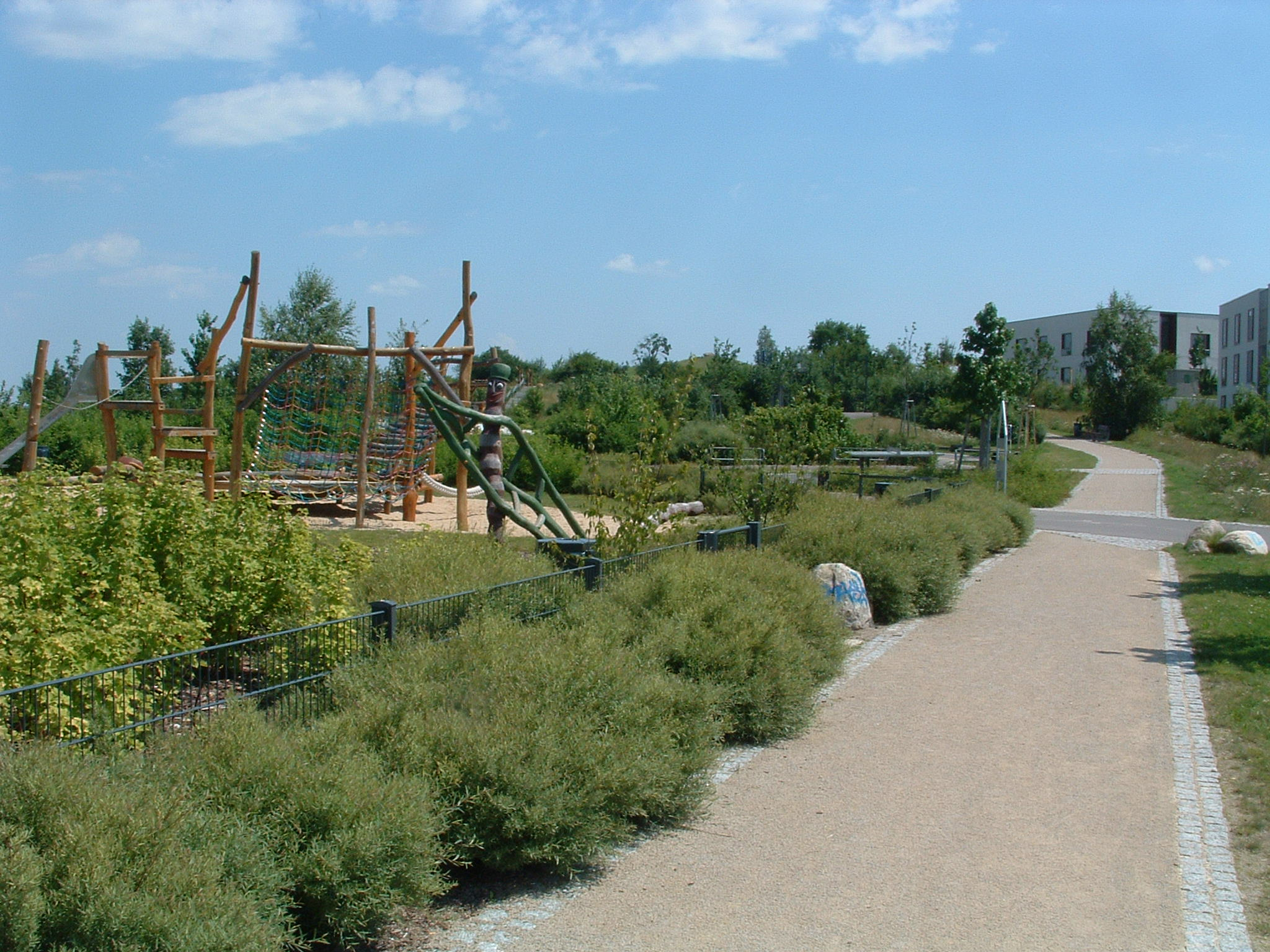
Moderne Mehrfamilienhäuser an der Hedwigshöhe

Mit Inkrafttreten der Gebietsreform zum 1. Januar 2001 gehört Bohnsdorf zum Bezirk Treptow-Köpenick.
Am 8. Mai 2009 fanden Bauarbeiter auf dem Gelände der ehemaligen Riedelschen Chemiefabrik an der Ecke Krumme/Waltersdorfer Straße eine 100 Kilogramm schwere sowjetische Fliegerbombe aus der Schlacht um Berlin im Frühjahr 1945. Das Gelände sollte für die Erweiterung des Wohngebiets der Arbeiterbaugenossenschaft „Paradies“ vorbereitet werden. Bis etwa 22 Uhr wurden rund 1000 Anwohner aus den anliegenden Straßen evakuiert. Eine Stunde später konnte der Blindgänger entschärft werden.
Zur Rettung des Bohnsdorfer Dorfangers und Sanierung des Dorfteiches wurden im Juni 2021 vom Haushaltsausschuss des Bundestages 2,97 Millionen Euro aus dem Bundesprogramm „Anpassung urbaner Räume an den Klimawandel“ bewilligt. „Gefördert werden der denkmalgerechte und barrierearme Umbau der Grünanlage, der vorhandenen Wege und Gebäude sowie die Sanierung des Dorfteichs. Auf dem öffentlichen Parkplatz werden Lademöglichkeiten für Elektrofahrzeuge entstehen. Um den Wassersspiegel des Dorfteichs dauerhaft stabil zu halten, sind vor Beginn der Sanierung umfangreiche wissenschaftliche Untersuchungen durchzuführen.“ Erste Baumaßnahmen sind für 2023 geplant. Der Projektzeitraum läuft bis Ende 2024.

## Bevölkerung
| Jahr | Einwohner |
| ---- | --------- |
| 1734 | 0079      |
| 1772 | 0095      |
| 1801 | 0103      |
| 1817 | 0080      |
| 1840 | 00.145 1  |
| 1858 | 00.208 2  |
| 1871 | 0.238     |
| 1880 | 0.322     |
| 1890 | 0.373     |
| 1895 | 0.506     |
| 1900 | 0.576     |
| 1910 | 0.964     |

| Jahr | Einwohner |
| ---- | --------- |
| 1919 | 02.026    |
| 1925 | 02.858    |
| 1939 | 09.156    |
| 1946 | 10.389    |
| 1950 | 10.363    |
| 1963 | 08.505    |
| 1991 | 07.755    |
| 1995 | 08.379    |
| 2000 | 10.290    |

| Jahr | Einwohner |
| ---- | --------- |
| 2007 | 10.750    |
| 2015 | 11.258    |
| 2020 | 11.859    |
| 2021 | 12.120    |
| 2022 | 13.256    |
| 2023 | 13.685    |
| 2024 | 13.780    |

Quelle ab 2007: Statistischer Bericht A I 5. Einwohnerregisterstatistik Berlin. Bestand – Grunddaten. 31. Dezember. Amt für Statistik Berlin-Brandenburg (jeweilige Jahre)

## Sehenswürdigkeiten und Kultur
- Dorfkirche Bohnsdorf

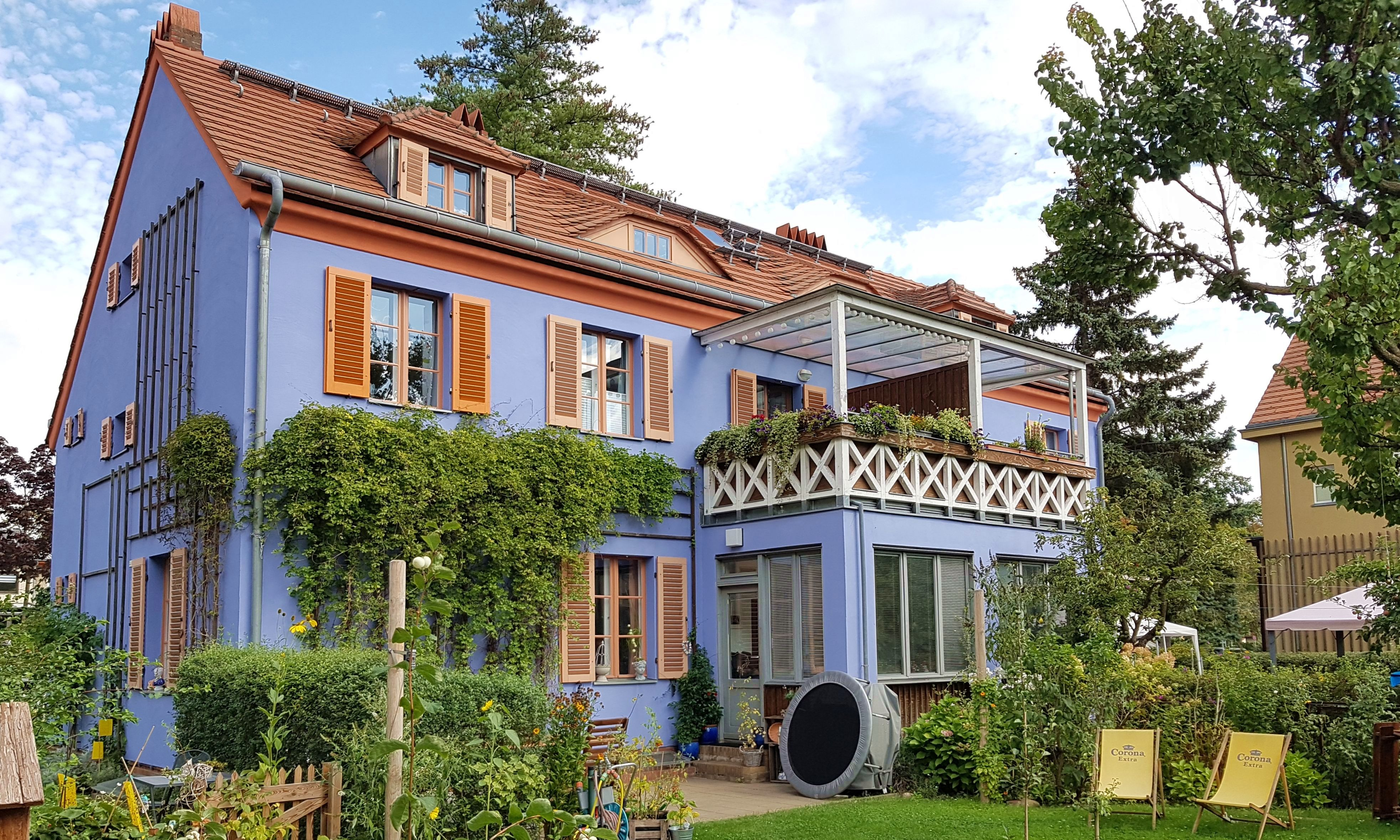
Gartenstadt Falkenberg

- Gartenstadt Falkenberg, seit 2008 in der UNESCO-Liste des UNESCO-Welterbes
- Gedenkstein für sieben ermordete Antifaschisten an der Straßenecke Dahmestraße/Gartenstadtweg[16]
- Gedenkstele für Hildegard Jadamowitz in der Buntzelstraße 97
- Gedenktafel für die Arbeiterbaugenossenschaft „Paradies“ an der Straßenecke Paradiesstraße/Buntzelstraße
- Bohnsdorf verfügt außerdem über eine eigene Ortszeitung, Der Bohnsdorfer, welche monatlich von Red Eagle Design herausgegeben wird.

## Wirtschaft und Infrastruktur

### Verkehr
- Am Autobahndreieck Treptow gelangt man auf die Bundesautobahn 117, die Anschluss an den Berliner Ring bietet.
- Nördlich begrenzt die Bundesstraße 96a den Ortsteil.
- An das Netz der Berliner S-Bahn ist Bohnsdorf über die am Rand des Ortsteils gelegenen S-Bahnhöfe Grünau, Altglienicke und Grünbergallee angeschlossen.
- Im Busverkehr wird Bohnsdorf durch die Buslinien 163, 263 und 363 der BVG bedient.
- Nachts bietet die Linie N62 – betrieben durch die BVG – eine Verbindung nach Köpenick zu weiteren Nachtlinien an.

| Linie | Linienverlauf | Fahrzeit  | Halte-stellen | Takt (Mo–Fr)                 | Takt (Sa)                    | Takt (So)                    |
| ----- | --- | --------- | ------------- | ---------------------------- | ---------------------------- | ---------------------------- |
| 00163 | (S Schöneweide – […] – ) S Adlershof – […] – Altglienicke Kirche – […] – S Grünau – Waltersdorfer Straße – Zur Gartenstadt – Sausenberger Straße – Bohnsdorf, Kirche – Am Seegraben – […] – S Flughafen BER - Terminal 5                                                                            | 39 min    | 27            | 20 min                       | 30 min                       | 30 min                       |
| 00263 | S Grünau – Waltersdorfer Straße – Joachimstraße – Neptunstraße – Merkurstraße – Schulzendorfer Straße/Parchwitzer Straße – Eichbuschplatz – Reihersteg – Waltersdorfer Straße/Parchwitzer Straße – Waltersdorfer Straße/Lindenstraße Waldstraße, Stadtgrenze (– […] – Waltersdorf, Berliner Straße) | 12/18 min | 10/14         | 20 min (Morgen-HVZ 10 min)   | 20 min                       | 20 min                       |
| 00363 | S Grünau – Waltersdorfer Straße – Zur Gartenstadt – Sausenberger Straße – Johannes-Tobei-Straße – Krankenhaus Hedwigshöhe | 8 min     | 6             | 30 min (Betrieb bis 18:30 h) | 30 min (Betrieb bis 18:30 h) | 30 min (Betrieb bis 18:30 h) |

(Stand: 29. Februar 2016)

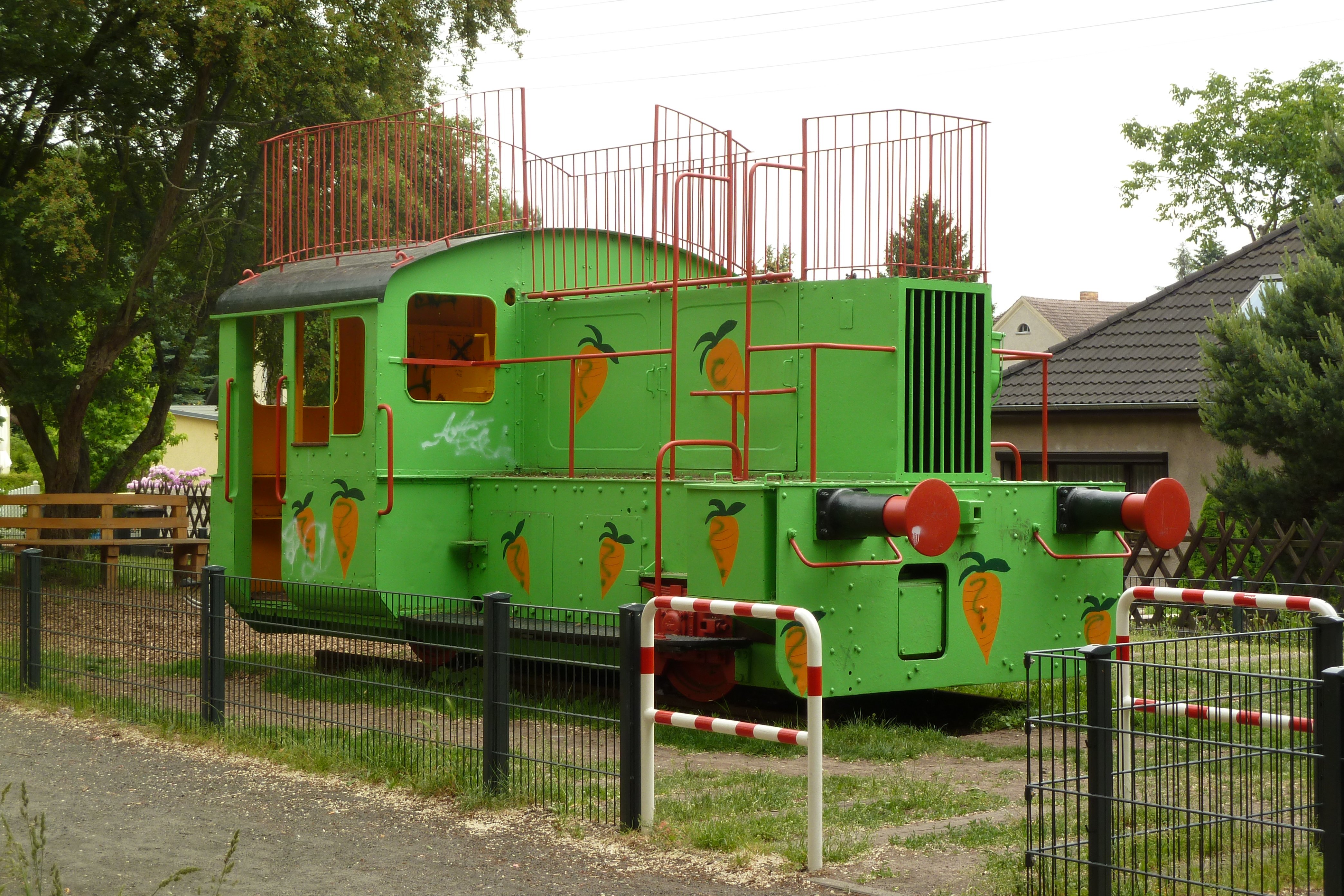
Die „Rübenbahn“ (Loknummer 310 704) in Bohnsdorf

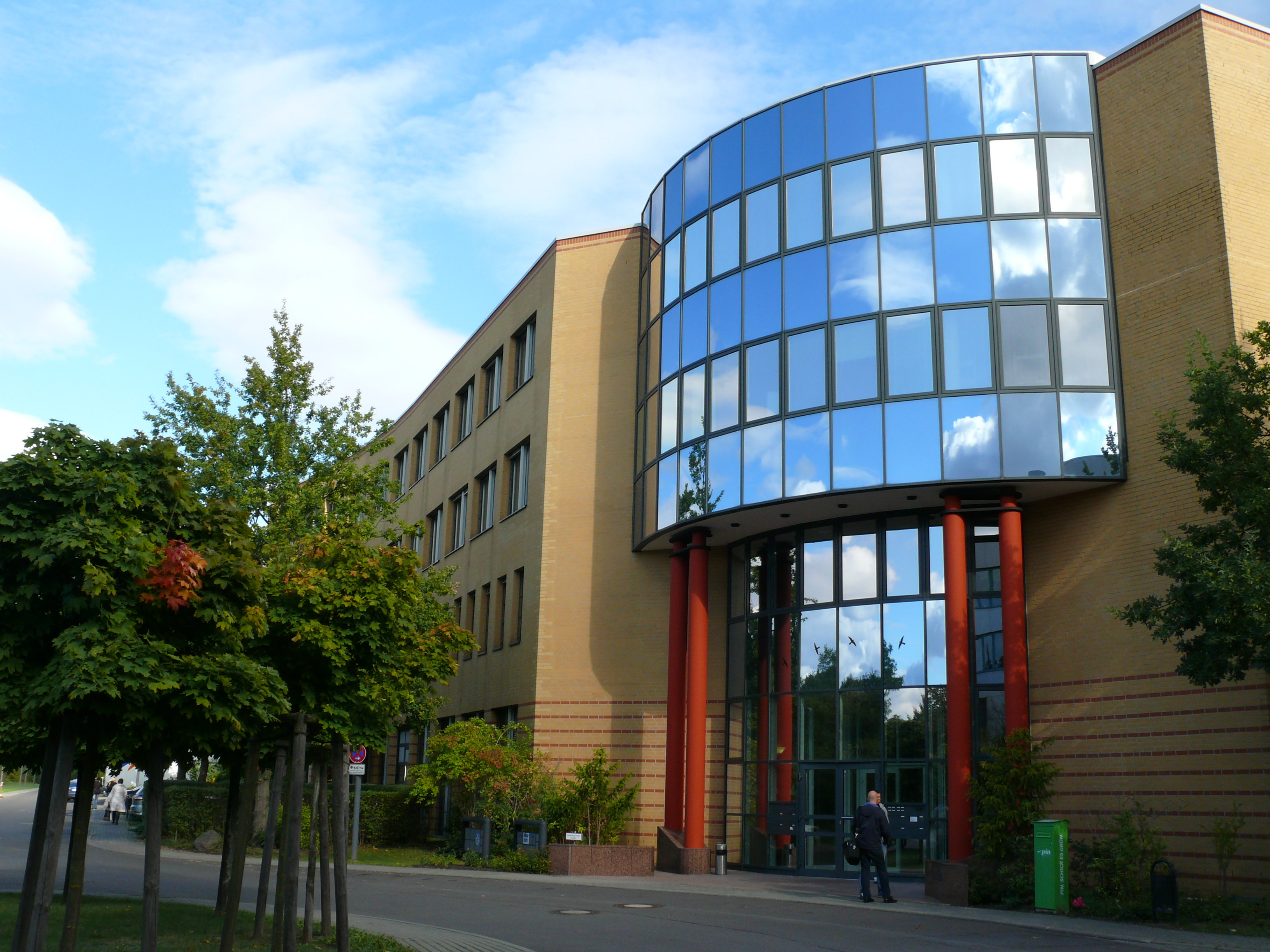
Gewerbepark „Falkenbergpark“ in der Paradiesstraße

Seit 1868 führte die „Gutsbahn“, später „Henschelbahn“ genannt, durch die Felder von Bohnsdorf. Zunächst verband sie als Pferdebahn das Gut Diepensee mit dem Bahnhof Grünau. Später wurde sie von der Neukölln-Mittenwalder Eisenbahn übernommen, es wurden auch Lokomotiven eingesetzt. Ab 1935 diente sie auch den Henschel Flugzeug-Werken auf dem Gelände des späteren Flughafen Schönefeld als Werksbahn. 1945 wurde sie demontiert, aber 1947 wieder aufgebaut. Die Bedeutung der Strecke wuchs, da der entstehende Flughafen Schönefeld durch sie mit Treibstoff beliefert wurde. Jedoch erschien die inzwischen durch bebautes Gebiet in Bohnsdorf führende, mit vielen Bahnübergängen versehene Trasse nicht mehr zeitgemäß. 1959 wurde sie durch andere Streckenführungen abgelöst und stillgelegt. Die ehemalige Trasse ist heute noch zu erkennen, beispielsweise in der Mitte der Hundsfelder Straße. Dort wurde symbolisch eine Kleinlokomotive als Kinderspielplatz hergerichtet (die sogenannte „Rübenbahn“). Seit den 1960er Jahren verlief die Anschlussbahn zum Flughafen Schönefeld entlang der Südgrenze von Bohnsdorf, parallel zur Waldstraße. Diese Strecke wurde im Zuge der Bahnanbindung des neuen Flughafen BER inzwischen abgebaut.
Hauptstraßen sind die Waltersdorfer-, die Schulzendorfer- und die Buntzelstraße.

### Bildung

#### Schule am Buntzelberg
Die Schule am Buntzelberg ist eine Ganztagesschule mit rund 500 Schülern in 19 Klassen, 24 Lehrern und 15 Erziehern. Im Jahr 1975 als Polytechnische Oberschule (POS) gegründet, die später den Namen Alfred-Grünberg-Oberschule trug, wurde die Einrichtung 1991 in eine Grundschule umgewandelt und nahm auch die Klassen 1–6 der nahegelegenen 16. POS „Paul Körner-Schrader“ (heute: Fritz-Kühn-Schule) auf.
Der Förderung der Fremdsprachenkompetenz dienen Arbeitsgemeinschaften für Englisch (Klassen 1 und 2) sowie Französisch (Klassen 5 und 6). Außerdem gibt es für die Klassen 5 und 6 Schwerpunktunterricht in den Bereichen Sozialkompetenz und Medienkompetenz.

#### Fritz-Kühn-Schule

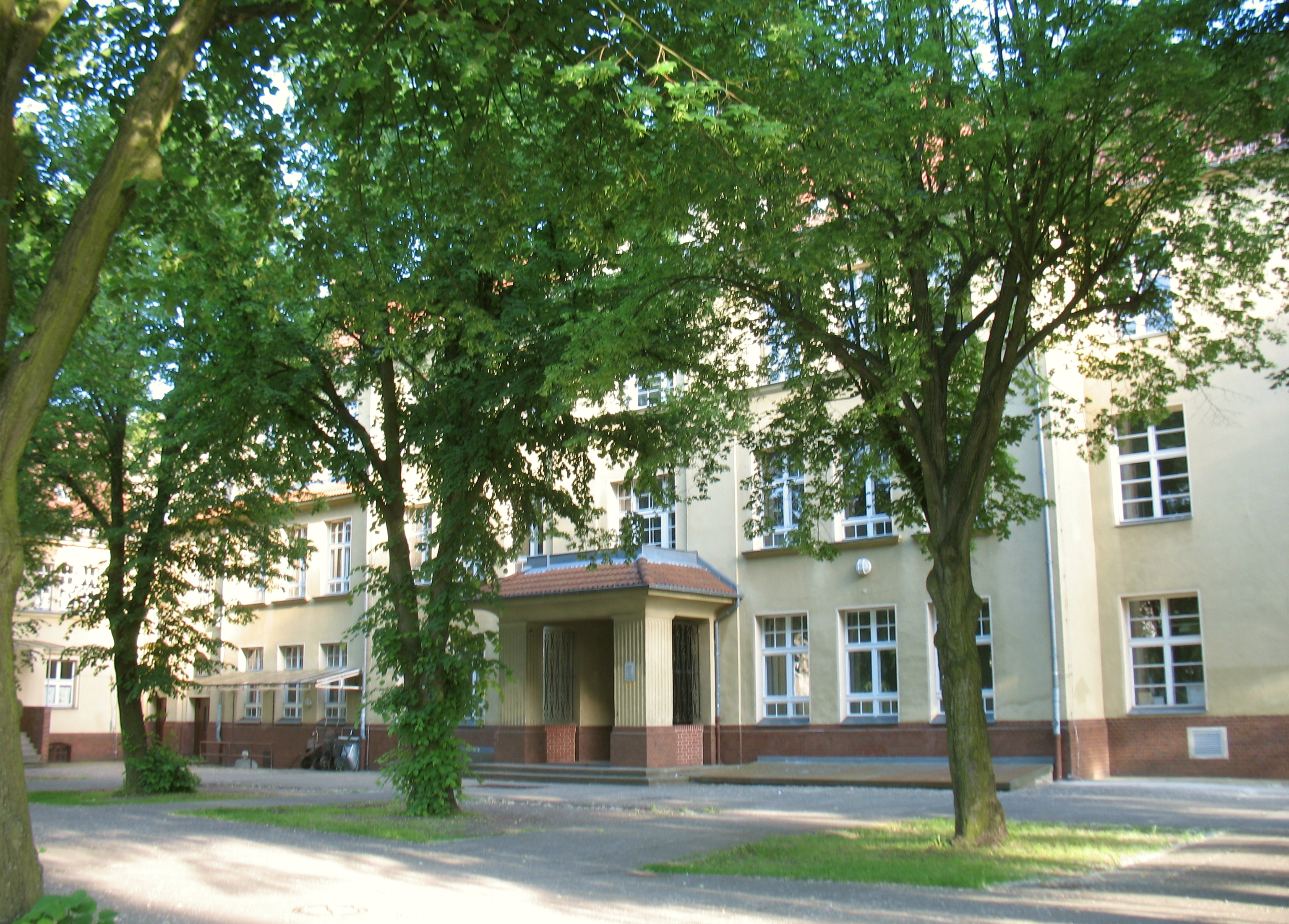
Fritz-Kühn-Schule in Bohnsdorf

Die Fritz-Kühn-Schule, benannt nach dem Künstler Fritz Kühn, ist eine integrierte Sekundarschule für etwa 450 Schüler, die von 29 Lehrern unterrichtet werden. Die tragenden Säulen des Erziehungskonzeptes sind sowohl künstlerisch-musische als auch handwerklich-innovative Bildung.
Das Gebäude wurde 1916 als 13. Gemeindeschule angesichts der wachsenden Bevölkerung Bohnsdorfs durch die Arbeiterbaugenossenschaft „Paradies“ eröffnet. Es ersetzte einen deutlich kleineren Vorgängerbau am Dorfplatz. Zur Einweihung schenkten die Späth’schen Baumschulen aus Treptow (heute: Baumschulenweg) der Einrichtung mehrere Lindenbäume für den Schulhof.
Entsprechend dem „Gesetz zur Demokratisierung der deutschen Schulen“ der Sowjetischen Militäradministration wurde 1946 aus der bisherigen Volksschule eine Oberschule, die ersten zwei Jahre geteilt in eine Knaben- (15. Oberschule) und eine Mädchenschule (16. Oberschule). 1959 führte die DDR-Regierung die Polytechnische Oberschule ein; die Bohnsdorfer Schule wurde nun zur zehnklassigen Einheitsschule mit dem Namen 16. POS „Paul Körner-Schrader“, benannt nach dem Autor und Widerstandskämpfer Paul Körner-Schrader.
Nach der friedlichen Revolution in der DDR wurde aus der POS eine Realschule mit dem Namen Linden-Oberschule. Diese wurde 2006 mit der Pierre-Laplace-Schule aus Altglienicke zusammengelegt. Um den Neuanfang der fusionierten Schule zu verdeutlichen, wurde der bisherige Name abgelegt und am 20. Februar 2008 der neue Name Fritz-Kühn-Schule angenommen.

## Öffentliche Einrichtungen
- Krankenhaus Hedwigshöhe
- Freiwillige Feuerwehr Bohnsdorf

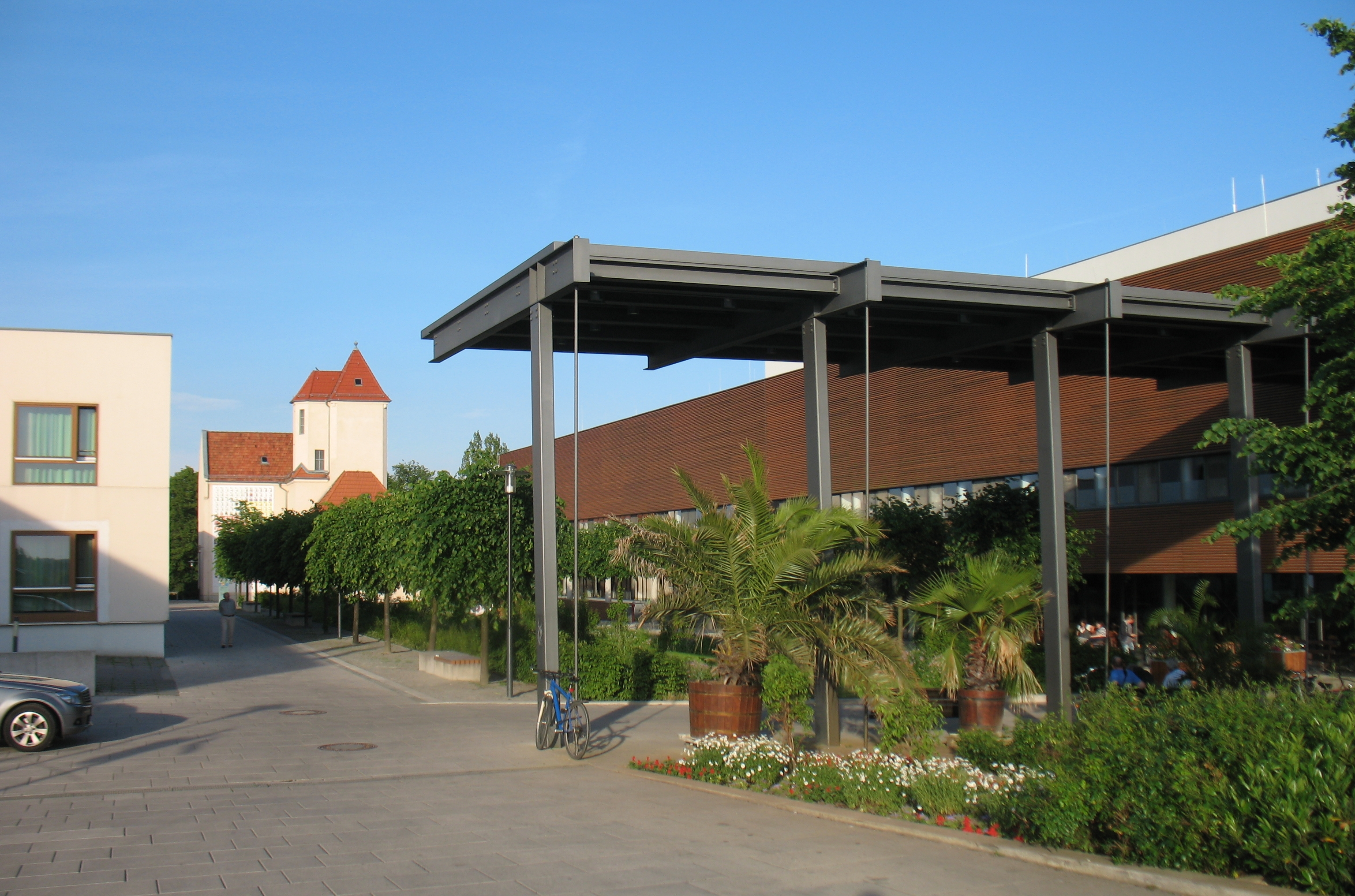
Krankenhaus Hedwigshöhe

- Gemeindehaus St. Laurentius der katholischen Kirchengemeinde Christus König
- Evangelische Kirchengemeinde Berlin-Bohnsdorf mit Dorfkirche und Gemeindeheim
- Friedhof Bohnsdorf
- Parkanlage auf dem Falkenberg
- Sportplatz Buntzelberg, 1000 Stehplätze, Heimmannschaft: Grünauer BC 1917

Die Stadtteilbibliothek in der Dahmestraße 33 wurde 2015 auf Beschluss des Bezirks Treptow-Köpenick geschlossen.

## Persönlichkeiten

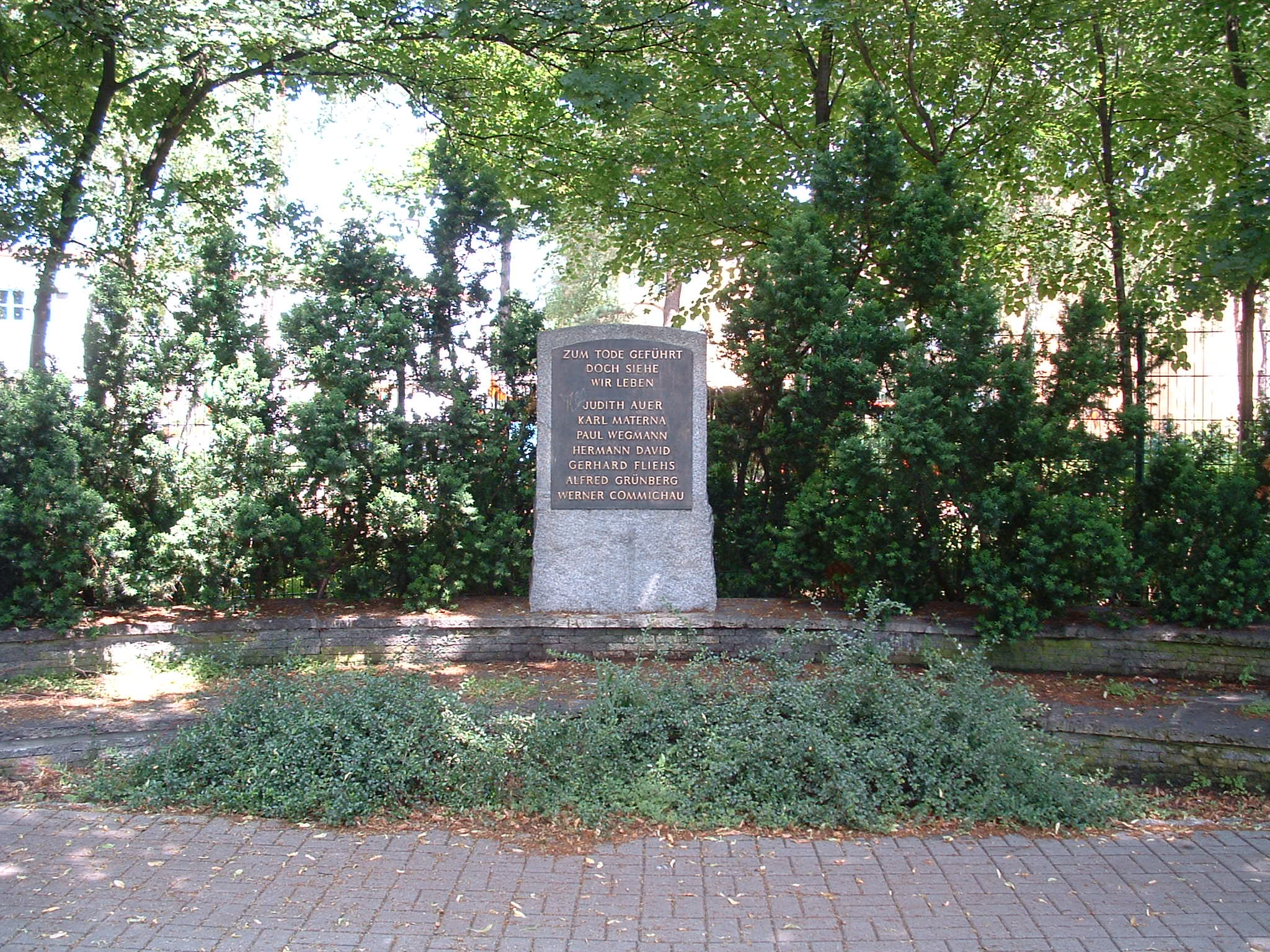
Gedenkstein in Berlin-Bohnsdorf für die getöteten Widerstandskämpfer Judith Auer, Karl Materna, Paul Wegmann, Hermann David, Gerhard Fliehs, Alfred Grünberg und Werner Commichau

- Max Buntzel (1850–1907), Gartenbaudirektor und Obstplantagenbesitzer, lebte in Bohnsdorf
- Ferdinand Bender (1870–1939), Politiker (SPD), lebte in Bohnsdorf
- Paul Wegmann (1889–1945), Politiker (USPD), Widerstandskämpfer gegen den Nationalsozialismus, lebte in der Dahmestraße 69
- Alfred Grünberg (1901–1942), Widerstandskämpfer gegen den Nationalsozialismus, lebte in Bohnsdorf
- Judith Auer (1905–1944), Widerstandskämpferin gegen den Nationalsozialismus, lebte in Bohnsdorf
- Emil Rudolf Greulich (1909–2005), Schriftsteller, lebte in Bohnsdorf
- Heinz Haase (1909–nach 1970), LPG-Vorsitzender in Bohnsdorf
- Fritz Kühn (1910–1967), Bildhauer und Kunstschmied, betrieb eine Werkstatt in Bohnsdorf
- Herbert Schauer (1924–1988), Fernsehautor, lebte in Bohndorf
- Otto Mellies (1931–2020), Schauspieler, lebte in Bohnsdorf
- Fritz Niedergesäß (* 1940), Politiker (CDU), lebt in Bohnsdorf
- Reinhard Fißler (1949–2016), Sänger bei Stern-Combo Meißen, lebte in Bohnsdorf
- Achim Kühn (* 1942), Metallbildhauer, Inhaber einer Werkstatt in Bohnsdorf
- Rüdiger Roehl (* 1942), Metallbildhauer, betrieb eine Werkstatt in Bohnsdorf
- Jan Skuin (1943–2018), Metallkünstler, betrieb eine Werkstatt in Bohnsdorf
- Matthias Harig (* 1960), Jazztrompeter, lebt in Bohnsdorf